# محمدرضا باطنی
محمّدرضا باطنی (زادهٔ ۱۵ دی ۱۳۱۳ در اصفهان – درگذشتهٔ ۲۱ اردیبهشت ۱۴۰۰ در تهران) زبان‌شناس، فرهنگ‌نویس، نویسنده و مترجم معاصر ایرانی بود.

## آغاز زندگی
محمدرضا باطنی، ۱۵ دی ۱۳۱۳ در اصفهان در خانواده‌ای تنگ‌دست زاده‌شد. تحصیلات ابتدایی را در اصفهان گذراند. در دوازده‌سالگی به‌دنبال بیماری سخت پدر و تنگ‌دستی خانواده مجبور به ترک تحصیل شد و به پادویی در بازار اصفهان پرداخت. پس از چند سال و هم‌زمان با کار در یک پارچه‌فروشی، در مدرسهٔ شبانه نام نوشت و تحصیل را از سر گرفت. در هجده‌سالگی، دورهٔ اول دبیرستان را به پایان رساند و به عنوان آموزگار به استخدام آموزش و پرورش درآمد. پنج سال در دهات برخوار اصفهان آموزگار بود و هم‌زمان بی‌حضور در کلاس، درس هم می‌خواند و سرانجام در بیست‌وسه‌سالگی، دیپلم ادبی گرفت. او از خدمت سربازی معاف و وارد دانش‌سرای عالی شد. باطنی ۱۳۳۹، از دانش‌سرای عالی در رشتهٔ زبان و ادبیات انگلیسی دانش‌آموخته شد.

## انگلستان
محمدرضا باطنی به عنوان شاگرد اول برای ادامه‌تحصیل به خارج از کشور فرستاده‌شد؛ در ۱۳۴۰ به انگلستان رفت و از دانشگاه لیدز کارشناسی زبان‌شناسی گرفت. سپس در لندن، برای دکترا، با مایکل هالیدی روی نحو زبان فارسی برپایهٔ نظریهٔ زبانی او کار کرد. ۱۳۴۵، او کوتاه به ایران آمد. او به‌دنبال نوشتن مقالات اعتراضی و معاشرت با اعضای کنفدراسیون جهانی محصلین و دانشجویان ایرانی-اتحادیهٔ ملی، در فرودگاه مهرآباد تهران بازجویی شد. به‌سبب تمدید نشدن بورس و تهدید ساواک، نتوانست به انگلستان بازگردد و تحصیل‌ش در انگلستان نیمه‌تمام ماند.
چندی بعد، همان رساله‌ای را که قرار بود در لندن از آن دفاع کند، با تغییراتی به فارسی برگرداند و با عنوان توصیف ساختمان دستوری زبان فارسی در دورهٔ تازه‌تاسیسِ دکتری زبان‌شناسی دانشگاه تهران از آن دفاع کرد و خرداد ۱۳۴۶ در زبان‌شناسی همگانی و زبان‌های باستانی دکترا گرفت.

## دانشگاه تهران
وقتی که او هنوز در استخدام دانش‌سرای عالی (دانشگاهِ تربیت معلم کنونی) بود، بهتر دید خود را به دانشگاه تهران که تازه رشتهٔ زبان‌شناسی را دایر کرده‌بود، منتقل کند. در آن زمان، محمد مقدم رئیس گروه زبان‌شناسی دانشگاه بود و هم او بود که زمینهٔ انتقال باطنی را به دانشگاه تهران فراهم کرد. به این ترتیب محمدرضا باطنی مهر ۱۳۴۶ به عنوان استادیار زبان‌شناسی در گروه زبان‌شناسی دانشگاه تهران آغاز به کار کرد. در زمان ریاست علی‌نقی عالی‌خانی بر دانشگاه تهران، یک سال به عنوان مأمور به‌خدمت، رئیس ادارهٔ آموزش دانش‌سرای عالی شد. اما به‌سبب اعتراض‌هایی که به قانون‌گرایی او می‌شد، مجبور شد به عرصهٔ آموزش بازگردد.
او همچنین به روند استعفایش پرداخت:
«سرانجام پس از رفتن دکتر عالیخانی، من نیز استعفا کردم و صرفاً به تدریس در دانشگاه پرداختم. اما گزارشی تهیه شد و مرا مقصر اصلی دانستند و برای آن که مرا رسماً اخراج نکنند برای انجام تحقیق و پژوهش به خارج از ایران فرستادند و این‌چنین شد که من به فرانسه و سپس به آمریکا، به برکلی رفتم.»
باطنی چند سال در فرصت مطالعاتی در خارج از کشور به سر می‌برد؛ وی یک سال در فرانسه بود و سپس راهی دانشگاه برکلی شد. پس‌از چند سال، ۱۳۵۸ به ایران بازگشت و زمانی که ادارهٔ امور دانشگاه و دانشکده‌ها، شورایی شده‌بود، به عنوان نمایندهٔ انتخابی استادان عضو شورای سرپرستی دانشکدهٔ ادبیات مشغول‌به‌کار شد.

## بازنشستگی اجباری
پس‌از انقلاب فرهنگی که دانشگاه تعطیل شد، محمدرضا باطنی از نخستین استادانی بود که از دانشگاه اخراج شد. او پس از درگیری لفظی بر سر رابطهٔ انقلاب و فرهنگ با اعضای ستاد انقلاب فرهنگی (جلال‌الدین فارسی، عبدالکریم سروش، شمس آل‌احمد) در جلسه‌ای در دانشکده حقوق، اخراج شد. خودش دربارهٔ این می‌گوید:
خلاصه هم به خودم گفتند و هم برایم پیغام گذاشتند که یا تقاضای بازنشستگی می‌کنی یا از دانشگاه بیرونت می‌کنیم. من هم تقاضای بازنشستگی کردم و آمدم خانه. بازنشستگی من در شهریور ۱۳۶۰ بود و آن موقع من ۴۷ سال داشتم.

## همکاری با مطبوعات
محمدرضا باطنی از همان سال‌های تدریس دانشگاهی، همکاری با مطبوعات را با نگارش مقاله‌هایی پیرامون مسائل اجتماعی و فرهنگی آغاز کرد. نخستین مقاله‌ای که برای روزنامه‌ها نوشت، بحثی اجتماعی و دربارهٔ اعتماد نکردن بود که در روزنامهٔ آیندگان به چاپ رسید. پس از انقلاب هم نخست با ماه‌نامهٔ آدینه و سپس دنیای سخن همکاری کرد و مقالاتی از او در چند نشریهٔ دیگر به چاپ رسید؛ مقالات اثرگذاری که مسیر پاره‌ای از جنبش‌های فرهنگی را تغییر داد. نمونهٔ آشکار آن نقدی بود که در مجلهٔ آدینه بر کتاب غلط ننویسیم ابوالحسن نجفی با عنوان اجازه بدهید غلط بنویسیم نوشت، یا مطلبی با عنوان کتاب سالی که ضربه فنی شد دربارهٔ کتاب آموزش عربی آذرتاش آذرنوش که بنا به ملاحظاتی از دور انتخاب کتاب سال کنار گذاشته شده بود. همچنین می‌توان به مقالهٔ جنجال‌برانگیز وی با نام فارسی، زبانی عقیم؟ اشاره کرد.

## فرهنگ معاصر
محمدرضا باطنی، ۱۳۶۴ به‌درخواست فرهنگ معاصر، نوشتن یک فرهنگ دوزبانهٔ انگلیسی-فارسی را آغاز کرد. پس از هفت‌سال، اردیبهشت ۱۳۷۲ این فرهنگ به بازار آمد. ازآن‌پس باطنی به همکاری با این نهاد ادامه داد، که حاصل آن نگارش و تدوین طرح‌های گوناگون فرهنگ‌نویسی بود.
محمدرضا باطنی، نویسندهٔ کتاب‌های مرجعی چون توصیف ساختمان دستوری زبان فارسی (با ۲۷ بار تجدید چاپ)، نگاهی تازه به دستورزبان و فرهنگ معاصر (کتاب سال ایران در سال ۱۹۹۴) بود. او افزون‌بر نگارش و برگردان آثار معتبری در زبان‌شناسی، مترجم ده‌ها کتاب و مقاله در فلسفه و اجتماع بوده که از آن‌ها می‌توان به ساخت‌وکار ذهن، مقدمه‌ای بر فلسفه، و فلسفهٔ هنر نیچه اشاره کرد. باطنی از ۷۲ تا ۷۵، همراه هیئتی از کریم امامی، ایرج کابلی، علی‌محمد حق‌شناس، احمد شاملو، کاظم کردوانی و هوشنگ گلشیری در نشست‌هایی برای بازنگری در شیوهٔ نگارش و خط فارسی شرکت کرد.
تخصص باطنی، جامعه‌شناسی زبان بود که هدف آن از مطالعهٔ زبان، شناخت و تحلیل جامعه‌ای است که ظرف آن زبان است.

## مرگ
محمدرضا باطنی پس‌از یک دوره بیماری، دوشنبه ۲۱ اردیبهشت ۱۴۰۰ در ۸۶ سالگی درگذشت.

### نگارش در زمینهٔ زبان‌شناسی
- توصیف ساختمان دستوری زبان فارسی، انتشارات امیرکبیر[۱۱]
- مسائل زبان‌شناسی نوین، انتشارات آگه
- نگاهی تازه به دستورزبان، نشر آگه
- چهار گفتار دربارهٔ زبان، نشر آگه
- دربارهٔ زبان، نشر آگه
- زبان و تفکر، نشر آگه
- پیرامون زبان و زبان‌شناسی، فرهنگ معاصر

### ترجمه در زمینهٔ زبان‌شناسی
- زبان و زبان‌شناسی، رابرت هال، انتشارات امیرکبیر
- زبان‌شناسی جدید، مانفرد بی یرویش، انتشارات آگاه

### ترجمه‌های غیر زبان‌شناسی
- درآمدی بر فلسفه، بوخینسکی، انتشارات البرز
- انسان به روایت زیست‌شناسی، آنتونی بارنت، با خانم نفرآبادی، نشر نو
- دانشنامهٔ مصور، انتشارات آگاه
- ساخت‌وکار ذهن، بلیک مور، فرهنگ معاصر
- خواب، یان اوزوالد، فرهنگ معاصر
- مغز و رفتار، فرانک کمپ بل، فرهنگ معاصر

### فرهنگ‌ها
- فرهنگ انگلیسی- فارسی با دستیاری فاطمه آذرمهر، فرهنگ معاصر (ویراست اول)
- فرهنگ معاصر انگلیسی- فارسی با دستیاری فاطمه آذرمهر، مهران مهاجر، محمد نبوی، فرهنگ معاصر (ویراست دوم)
- فرهنگ دوجلدی انگلیسی- فارسی پویا، با دستیاری زهرا احمدی‌نیا، فاطمه محمدی، سپیده رضوی، فرهنگ معاصر (ویراست سوم) [فرهنگ پویا؛ دکتر باطنی زبان‌شناس و فرهنگ‌نویس]
- فرهنگ فعل‌های گروهی پویا (phrasal verbs) انگلیسی-فارسی با دستیاری سپیده رضوی، زهرا احمدی‌نیا، روزبه افتخاری، فرهنگ معاصر[۱۲]
- واژه‌نامهٔ روان‌شناسی با محمدنقی براهنی و دیگران، فرهنگ معاصر.[۱۳]
- فرهنگ معاصر انگلیسی- فارسی کوچک/ محمدرضا باطنی؛ با دستیاری محمدحسین مرعشی، فرهنگ معاصر
- فرهنگ معاصر پویا: اصطلاحات و عبارات رایج فارسی (فارسی-انگلیسی) - برگزیدهٔ سی‌ودوّمین دورهٔ جایزهٔ کتاب سال جمهوری اسلامی[۱۴]

### مقالات
- اجازه بدهید غلط بنویسیم - آدینه، خرداد ۱۳۶۷، شمارهٔ ۲۴.[۱۵]

## جایزه‌ها
باطنی برای نگارش کتاب اصطلاحات و عبارات رایج فارسی در ۱۳۹۳ برندهٔ جایزهٔ کتاب سال شد. همچنین بیست و هفتمین جایزی ادبی و تاریخی بنیاد موقوفات دکتر محمود افشار یزدی در مهر ۱۳۹۹ به محمدرضا باطنی داده‌شد.